# 井伊直員
井伊 直員（いい なおかず）は、越後与板藩の第3代藩主。直勝系井伊家7代。
近江彦根藩の家老・木俣守吉（木俣守長の次男）の長男として彦根で生まれる。享保17年（1732年）10月11日、母方の従弟にあたる藩主・直陽が重病に倒れるとその養嗣子となり、3日後に直陽が死去したのにともない襲封した。この時に名を直寛と改め、後に直員と名乗った。3年後の享保20年（1735年）4月5日に江戸で死去し、跡を養嗣子の直存が継いだ。

## 系譜
父母
- 木俣守吉（実父）
- 井伊直興の娘（実母）
- 井伊直陽（養父）

正室
- 立花貫長の娘

養子
- 井伊直存 ー 松平忠雅の四男